# Manaharwa
Manaharwa (en népalais : मनहर्वा) est un comité de développement villageois du Népal situé dans le district de Bara. Au recensement de 2011, il comptait 10 368 habitants.